# Championnat des Îles Salomon de football
Le Championnat des Îles Salomon de football est une compétition annuelle mettant aux prises les meilleurs clubs de football aux Îles Salomon. Créé en 2003, il prend le nom de « Telekom S-League » à partir de 2011. Le vainqueur du championnat et son dauphin obtiennent leur qualification pour la phase de groupes de la Ligue des champions de l'OFC.

## Format
L'ensemble des clubs de première division (huit ou neuf selon les éditions) sont regroupés au sein d'une poule unique où ils s'affrontent à deux reprises. Jusqu'en 2015-2016, huit équipes se qualifient pour la phase finale, jouée sous forme de rencontre à élimination directe, des quarts jusqu'à la finale nationale. À compter de la saison 2016, seule la phase de poule est conservée. 

## Palmarès
- 2003 : Koloale FC
- 2004 : Central Realas[1],[2]
- 2005-2006 : Marist FC
- 2007 : Kossa FC
- 2008 : Koloale FC
- 2009 : Marist FC
- 2010 : Koloale FC
- 2011 : Koloale FC
- 2012 : Solomon Warriors FC
- 2013 : Championnat non disputé
- 2013-2014 : Solomon Warriors FC
- 2014-2015 : Western United FC
- 2015-2016 : Western United FC
- 2016 : Marist FC
- 2017-2018 : Solomon Warriors
- 2018 : Solomon Warriors
- 2019-2020 : Solomon Warriors
- 2020-2021 : Henderson Eels FC
- 2021 : Central Coast FC
- 2022-2023 : Solomon Warriors
- 2023-2024 : Central Coast FC